# Manisa Futbol Kulübü
Il Manisa Futbol Kulübü, noto semplicemente come Manisa e già denominato Manisa Büyükşehir Belediyespor, è una società calcistica turca di Magnesia. Milita nella TFF 1. Lig, la seconda divisione del campionato turco di calcio. 
La squadra ha come colori sociali il bianco e il nero e gioca le partite casalinghe allo stadio 19 maggio di Magnesia, impianto da 16 597 posti.

## Storia
Fondato nel 1994 come filiale calcistica del Manisa Büyükşehir Belediyespor (Società sportiva del Comune metropolitano di Magnesia), il club iniziò a competere nella Bölgesel Amatör Lig, la quinta divisione turca, nella stagione 2011-2012. Nel 2013-2014 ottenne l'ottavo posto nel proprio girone di quinta serie, qualificandosi ai play-off per la promozione in TFF 3. Lig, dove perse contro il Çine Madranspor per 3-2 dopo aver battuto il Somaspor per 2-1. Al termine della stagione 2014-2015 vinse il campionato di quinta serie, perdendo una sola partita in campionato e assicurandosi la promozione in TFF 3. Lig, il quarto livello del calcio turco.
Nella stagione 2016-2017, concludendo al quinto posto il proprio girone di quarta serie, ebbe accesso ai play-off per la promozione in TFF 2. Lig, dove fu eliminato dal Silivrispor in semifinale. Alla fine della stagione 2017-2018 conseguì la promozione in terza serie, vincendo il campionato di quarta serie.
Nella stagione 2018-2019, grazie al terzo posto in terza divisione, si qualificò ai play-off per la promozione in seconda divisione. Dopo aver eliminato il Tuzlaspor ai quarti di finale degli spareggi, fu eliminato dal Fatih Karagümrük in semifinale.
Il 31 luglio 2019 lasciò il Manisa Büyükşehir Belediyespor e si costituì come sodalizio autonomo, con il nome di Manisa Futbol Kulübü.
Nella stagione 2019-2020 chiuse al secondo posto il proprio girone di terza serie, accedendo nuovamente ai play-off per la promozione in seconda divisione. Dopo aver eliminato l'İnegölspor ai quarti di finale e il Sancaktepe in semifinale, in finale fu eliminato dal Tuzlaspor ai tiri di rigore. Nel 2020-2021 vinse il campionato di terza serie, venendo promosso per la prima volta in TFF 1. Lig, la seconda serie turca.

## Organico

### Rosa 2024-2025
Aggiornata al 14 ottobre 2024.
| N. |                           | Ruolo | Calciatore                     |
| -- | ------------------------- | ----- | ------------------------------ |
| 1  | Turchia (bandiera)        | C     | Sertaç Çam                     |
| 4  | Turchia (bandiera)        | D     | Ahmet Kesim                    |
| 5  | Turchia (bandiera)        | C     | Nizamettin Çalışkan (capitano) |
| 6  | Turchia (bandiera)        | C     | Kaan Kanak                     |
| 7  | Costa d'Avorio (bandiera) | C     | Moryké Fofana                  |
| 8  | Portogallo (bandiera)     | C     | André Sousa                    |
| 9  | Turchia (bandiera)        | A     | Kemal Rüzgar                   |
| 10 | Turchia (bandiera)        | C     | Hakan Barış                    |
| 11 | Turchia (bandiera)        | A     | Kerim Frei                     |
| 12 | Giamaica (bandiera)       | A     | Dever Orgill                   |
| 13 | Turchia (bandiera)        | P     | Birkan Tetik                   |
| 17 | Turchia (bandiera)        | C     | Anil Koc                       |
| 21 | Slovenia (bandiera)       | C     | Nino Kouter                    |
| 22 | Turchia (bandiera)        | D     | Sadi Karaduman                 |

| N. |                                 | Ruolo | Calciatore           |
| -- | ------------------------------- | ----- | -------------------- |
| 31 | Turchia (bandiera)              | P     | Samet Karabatak      |
| 32 | Turchia (bandiera)              | D     | Mehmet Yılmaz        |
| 35 | Turchia (bandiera)              | C     | Efe Taylan Altunkara |
| 46 | Turchia (bandiera)              | D     | Erhan Kara           |
| 60 | Turchia (bandiera)              | D     | Özgür Çek            |
| 70 | Camerun (bandiera)              | A     | Serge Tabekou        |
| 77 | Turchia (bandiera)              | D     | Bedirhan Altunbas    |
| 88 | Turchia (bandiera)              | C     | Mustafa Durak        |
| 93 | Francia (bandiera)              | A     | Guevin Tormin        |
| 97 | Turchia (bandiera)              | A     | Mehmet Uysal         |
|    | Turchia (bandiera)              | C     | Selim Ilgaz          |
|    | Bosnia ed Erzegovina (bandiera) | D     | Daniel Graovac       |
|    | Martinica (bandiera)            | D     | Loick Landre         |
|    | Belgio (bandiera)               | C     | Muhammed Mert        |

## Palmarès

### Competizioni regionali
- Bölgesel Amatör Lig: 1

2014-2015

### Competizioni nazionali
- TFF 3. Lig: 1

2017-2018
- TFF 2. Lig: 1

2020-2021